# 成人之日
成人之日（日语：成人の日），是日本節日之一，目的為向全國於該年度年滿20歲的青年男女表示祝福。明治維新前定於正月十五（即元宵節），日本廢除農曆後改為西曆1月15日，2000年起因快樂星期一制度施行而改定在每年1月的第二個星期一。
成人之日當日，各市町村政府會為年滿20歲，或該年度將會踏入20歲的男女主持特別的成人禮儀式，並且頒發證書，表示他們從當日開始成為成年人，以後必須獨立生活、擔負起社會責任及義務。
日本相當重視成人之日，因此在這一日，日本人都會舉行祝賀儀式。以前，祝賀儀式大都在家裏舉辦，現在，不少人的成人禮都在公司、學校或者公共機關度過。在成人之日，年滿20歲的年輕人的父母、同事、主管、同學、親戚和朋友都需要向他們祝賀及贈送禮品，而當事人亦需要表達感謝之意及發表其未來計劃及理想。除此以外，家人也會把禮品放在時間木盒，而它將會保持至少5年，最長時間為青年男女的兒女成為20歲後，得由當年出席的所有成員（即青年人和他/她的父母和兄弟姐妹）在場下開啟。如果在特定時間內，任何人因健康（重病、意外）或婚姻理由（離婚、再婚）而確定不能出席，可以提早期限開啟。

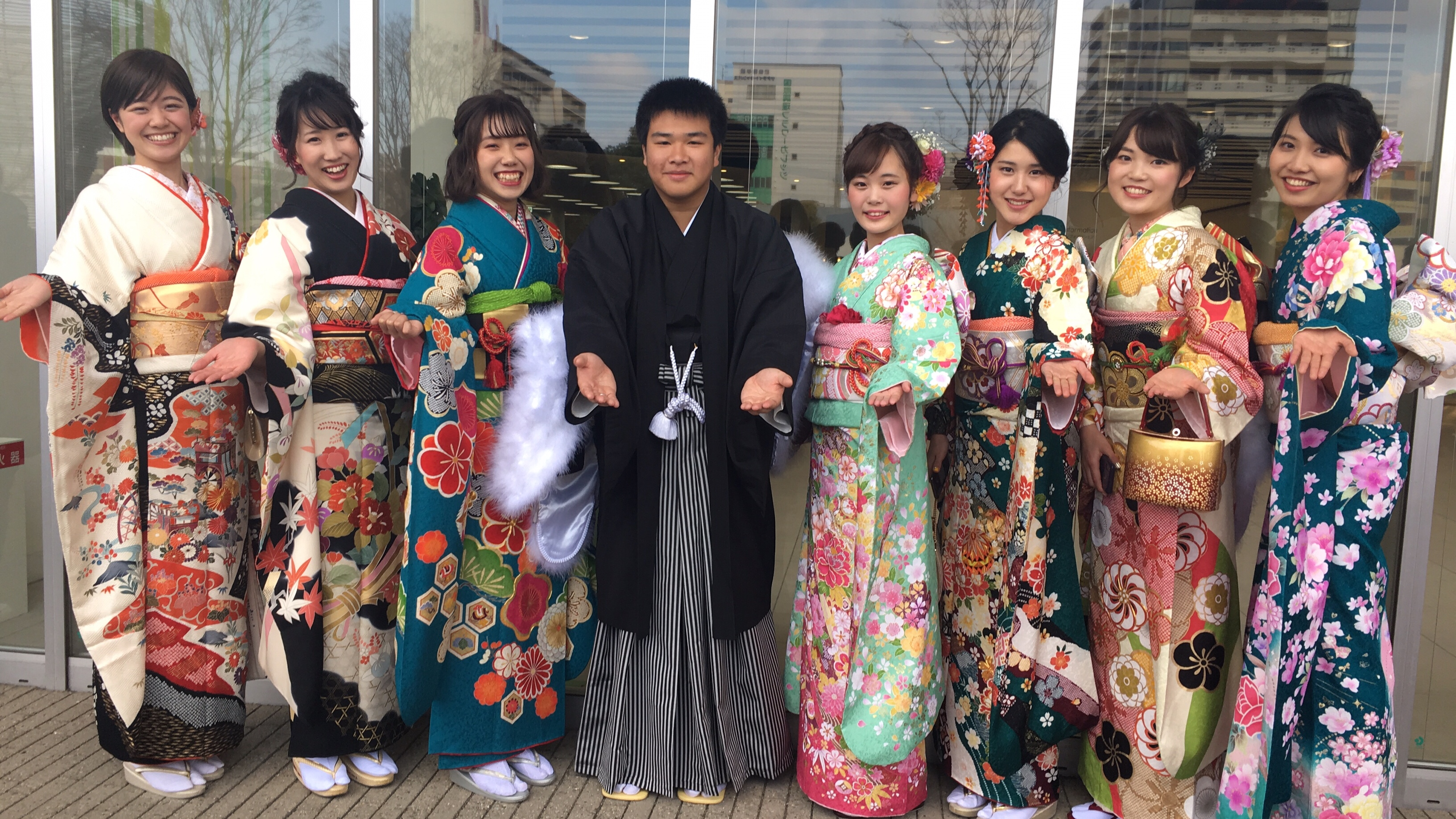
日本大分的一場成人式。圖為身穿振袖的女子與身穿紋付羽織袴的梁君培牧師。

## 爭議
在2018年5月29日，日本政府將法定成年年齡下修至18歲，並從2022年4月生效，未來成年禮年齡有可能改變。

## 歷史
成人典礼最早在中国春秋时期，孔子为弟子们举办成人仪式。
成人禮儀式在日本已經有很久歷史。從前，日本男孩標記成年為大約15歲，而女孩則大約13歲。在江戶時代（1603年—1868年），男孩會被安排剪掉他們的額髮，女孩則被安排把她們的牙洗染為黑色。直到1876年，20歲成為了成年的法定年齡。那時，男性一般會穿戴套裝衣服到他們的成年禮儀式，很多女性則選擇穿戴傳統振袖。對於未婚的婦女，振袖是她們能夠穿戴的最正式服飾，因此大多數女孩都會在標記她們成人生活開始的儀式上穿著它。

## 註解
1. ↑  日本法律上定義年滿20歲者為「成人」，如可抽菸喝酒，一度只可在年滿20歲後獲得投票權。
2. ↑  一種為未婚的婦女設計的特別和服，从汉服演变而来，有特長袖子和精巧的設計。依袖子的長短分為大振袖、中振袖、小振袖。由於是未婚女性專用衣裝，婚後須將袖子剪短。